# Inactive Messiah
Inactive Messiah est un groupe de dark metal et death metal mélodique grec, originaire de  l'Attique. Le groupe est initialement formé en 2001 sous le nom de Womb of Maggots, nom utilisé jusqu'en 2004 (puis repris depuis 2014), avant d'emprunter celui d'Inactive Messiah.

## Biographie
Le groupe est initialement formé en 2001, dans l'Attique, sous le nom de Womb of Maggots, par le bassiste Lefteris, la batteuse Catherine, et le claviériste Christos. 
La même année, le groupe produit une démo, Womb of Maggots, suivie par un album studio, intitulé Life Odium, en 2002, publié au label Sleaszy Rider Records,. Life Odium assiste à l'arrivée du guitariste Dimitris et du chanteur. C'est en partie avec l'arrivée de ces deux derniers que le groupe change, deux ans plus tard, en 2004, de nom pour Inactive Messiah. 
Désormais sous ce nouveau nom, le groupe joue sur scène avec d'autres groupes grecs comme Septic Flesh et Rotting Christ, signe avec le label Black Lotus Records et accueille le second guitariste Thanos. Inactive Messiah publie peu après un album, l'éponyme Inactive Messiah, chez Black Lotus Records,. Pendant un an, la formation est très instable. Le groupe entre en studio en 2005 pour enregistrer un deuxième album, intitulé Be My Drug, qui sera cette fois produit sous le label Holy Records, et publié le 20 novembre 2006. Be My Drug s'inscrit plus dans un registre death metal mélodique avec des parties symphoniques. Le groupe décide de s'offrir les services de l'Orchestre symphonique de Slovaquie et deux autres artistes Juha-Pekka « JP » Leppäluoto (Charon) et Emppu Vuorinen (Nightwish). Il est suivi, deux ans plus tard, en 2008, par un nouvel album, Sinful Nation, toujours au label Holy Records.
En 2014, le groupe décide, après 14 ans d'inactivité, de reprendre son nom de Womb of Maggots,. Ils publient en 2015 une démo intitulée Promo 2015, suivi par un album studio, Decay of Humanity en 2016 au label Lord of the Sick Recordings. Avant la sortie de l'album, le groupe publie un single intitulé Human Disgrace.
En mars 2016, après six ans d'inactivité, le label grec Growl Records, une branche du label ROAR! Rock of Angels Records, annonce la signature d'Inactive Messiah, pour la sortie de leur troisième album, Dark Masterpiece, annoncé pour le 16 avril 2016. Un premier single intitulé Lord of Avaris est publié avant la sortie de l'album.

## Membres

### Membres actuels
- Thanos Jan - guitare, chant clair
- Xristos Ven - chant saturé
- Michalis - batterie

### Anciens membres
- Marietta - claviers
- Lefteris Christou - basse (2004-2011)
- Katerina « Cathrine » Stavropoulou - batterie (2004-2006)
- Dimitris - guitare (2004-2005)
- Yannis - guitare (2004-?)
- Jim - guitare (2004-?)
- John « Mineiro » Minardos - chant (2004-2005)
- Sotiris - guitare (2005-2008, 2008-?)
- Akis - batterie (2006-2008)
- Alex Zax - batterie (2008-2009)

## Discographie

### Womb of Maggots
- 2001 : Womb of Maggots (démo quatre titres ; Womb of Maggots)
- 2002 : Life Odium (sous Womb of Maggots)
- 2015 : Promo 2015
- 2016 : Decay of Humanity